# Riu Zeia
El riu Zeia (rus: Зе́я; de l'evenki dgeœ "pala"; en manxú: ᠵᡳᠩᡴᡳᡵᡳ ᠪᡳᡵᠠ, Jingkiri bira), és un afluent del nord del riu Amur. Neix a les muntanyes Tokiski Stanovik part de la serralada Stanovoi a l'óblast de l'Amur. El primer explorador rus que va anar a la zona va ser Vassili Poiarkov.
El Zeia forma l'anomenat embassament del Zeia i s'uneix a l'Amur prop de Blagovésxensk. La presa del Zeia controla el cabal del riu a 5000 m³/s.
Els afluents principals del Zeia són el Tok, el Mulmuga, el Brianta, el Guiliüi, i l'Urkan a la dreta, i el Kupuri, l'Arguí, el Dep, el Selemdjà, i el Tom a l'esquerra.
El riu es glaça de novembre a maig. És navegable i els seus ports més importants són Zeia, Svobodni, i Blagovésxensk.